# Švošov
Švošov je obec na Slovensku v okrese Ružomberok. V roce 2017 zde žilo 820 obyvatel. První písemná zmínka o obci pochází z roku 1551.

## Geografie
Obec se nachází v údolí Váhu na pravém břehu u ústí potoka Tatranská, mezi Oravskou vrchovinou na severu a Velkou Fatrou na jihu. Švošov se nachází v nadmořské výšce 460 metrů nad mořem a je vzdálen asi 14 km od Ružomberku.
Sousedními sídly jsou Žaškov a Komjatná na severu, Ružomberok na východě, Hubová na jihu a Stankovany na západě.

## Doprava
Mezi obcí a řekou Váh prochází dvoukolejná železniční trať z Ľubochni do Ružomberku. Hlavní silnice č.18 je na levém břehu Váhu a lze na ni najet přes most v sousední Ľubochni.